# Bionz
Bionz (stylisé BIONZ) est la marque déposée par Sony d'un microprocesseur de traitement du signal et de commande pour appareils photo numériques et caméscopes.

## Bionz
La première version est apparue en 2006 sur le reflex Alpha 100 et sur plusieurs compacts de haut de gamme. Il équipe de nombreux appareils des séries Alpha et Cyber-shot jusqu'en 2013.

## Bionz X
En 2013, une nouvelle version plus puissante et plus rapide du microprocesseur Bionz dénommée « X » voit le jour sur l'Alpha 7. Il permet le traitement de l'image avec une réduction du bruit adaptative, une netteté accrue et la réduction de la diffraction. À partir de 2014, d'autres modèles de la gamme en sont équipés comme les Alpha 5000 et 6000 ou encore le HX60 qui est le premier Cyber-shot à en être équipé.

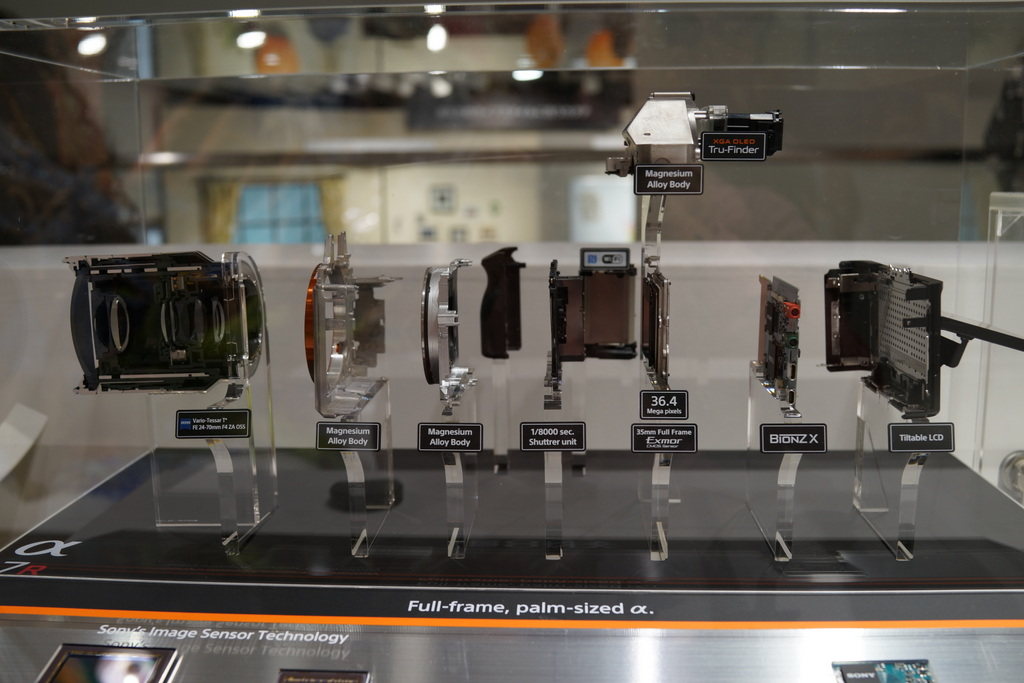
Vue éclatée de l'Alpha 7R, où est visible le Bionz X.